# Belgium ideiglenes kormánya

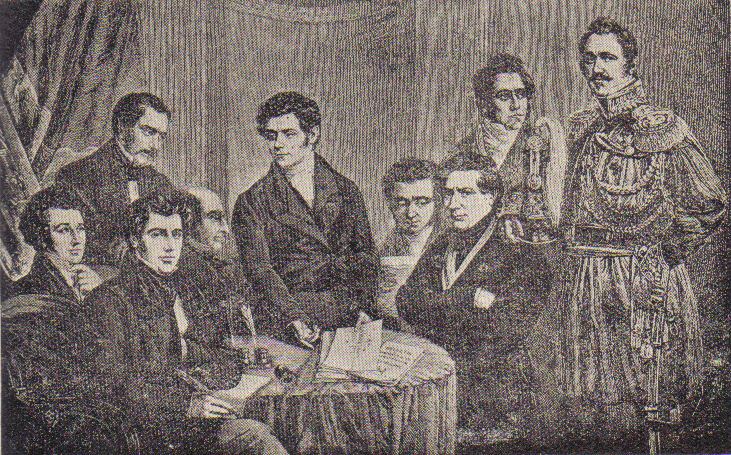
Az ideiglenes kormány tagjai, balról jobbra: Alexandre Gendebien, André Jolly, Charles Rogier, Louis de Potter, Sylvain Van de Weyer, Feuillen de Coppin, Félix de Mérode, Joseph van der Linden, Emmanuel van der Linden d'Hooghvorst

Belgium ideiglenes kormánya (hollandul: Voorlopig Bewind; franciául: Gouvernement provisoire) 1830. szeptember 24-én alakult meg Adminisztratív Bizottság néven a brüsszeli városházában.
Szeptember 26-án az adminisztratív bizottság felvette az "Ideiglenes Kormány" nevet és két nappal később, szeptember 28-án létrehozták központi bizottságát. A Központi Bizottság kiáltotta ki október 4-én a belga tartományok függetlenségét az Egyesült Holland Királyságtól. A későbbiekben az ideiglenes kormány megnevezés alatt csak a Központi Bizottságot értették, ugyanis létrejöttek további bizottságok is: hadügyi, belügyi, pénzügyi, igazságügyi, belbiztonsági, diplomáciai és alkotmányügyi.
Az Ideiglenes Kormány 1830. november 10-ig mind a törvényhozó, mind a végrehajtó hatalmat birtokolta, amíg össze nem ült a Belga Nemzeti Kongresszus. November 12-én a kormány hivatalosan is átadta a törvényhozási jogosultságait a Kongresszusnak, amely hivatalosan is kinevezte a kormányt. Az Ideiglenes Kormányt 1831. február 25-én Érasme-Louis Surlet de Chokier báró, Belgium régense feloszlatta és kinevezte Belgium első kormányát.

## Az Ideiglenes Kormány tagjai
- Charles Rogier (elnök)
- Emmanuel van der Linden d'Hooghvorst, van der Linden d'Hooghvorst bárója
- Félix de Mérode
- Alexandre Gendebien
- Sylvain Van de Weyer
- André-Edouard Jolly
- Feuillen de Coppin de Falaën
- Joseph Van der Linden
- Louis de Potter
- Jean Nicolay

## Lásd még
- Belga szabadságharc
- Belgium miniszterelnökeinek listája
- Étienne Constantin de Gerlache, Belgium első miniszterelnöke